# Lago Catahoula
El lago Catahoula es un gran lago de agua dulce localizado en la parroquia de La Salle y la parroquia de Rapides, en la parte central del estado de Luisiana, en los Estados Unidos.
El lago Catahoula es el lago natural de agua dulce más grande del estado el cual cubre cerca de 60 km². Es propiedad del Estado de Luisiana y es gestionado conjuntamente por el Cuerpo de Ingenieros del Ejército y el Servicio de Pesca y Vida Silvestre de los EE. UU. y por el Departamento de Vida Silvestre y Pesca de Luisiana. 
Es conocida como la unidad húmeda de suelo más grande de los Estados Unidos y mantiene una variedad de aves acuáticas incluyendo Anserinae (gansos), Anatinae (patos) y aves limícolas y es un área de esparcimiento para la caza, la pesca el turismo y el pajareo. 